# جبن إيديزابال

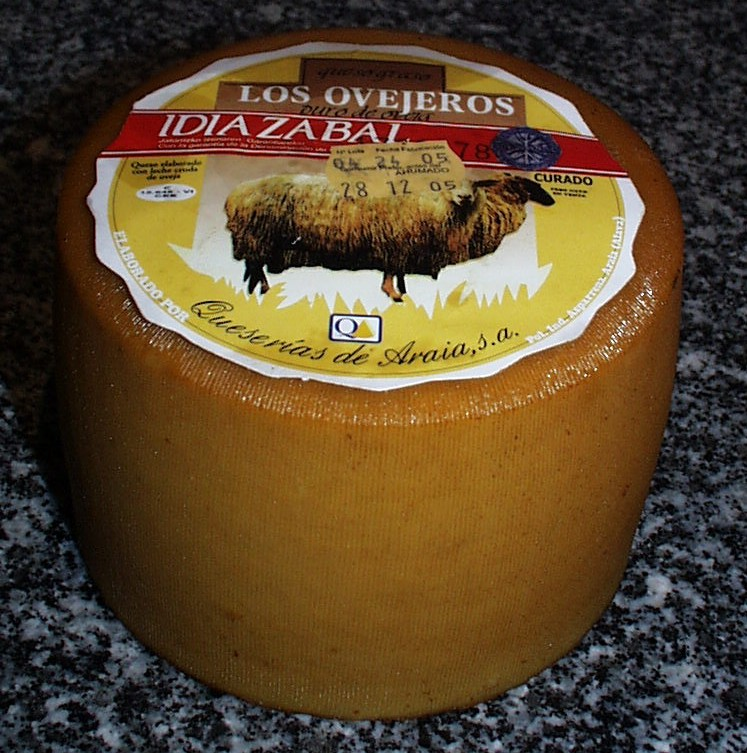

إيديازابال (بالإسبانية: Idiazabal)‏ هو جبن مضغوط مصنوع من حليب الأغنام غير المبستر، عادة من أغنام صنف لاتكسا وكارانزانا في إقليم الباسك ونبره. له نكهة مدخنة إلى حد ما، ولكن عادة ما يكون غير مدخن.
الجبن يصنع بشكل يدوي ومغطى بقشرة صلبة بنية داكنة غير صالحة للأكل. يبلغ عمره بضعة أشهر ويكتسب نكهة جوزية وزبدانية، ويؤكل طازجًا، غالبًا مع مربى السفرجل. إذا تعتّق لفترة أطول، يصبح متماسكًا وجافًا وحادًا ويمكن استخدامه في البشر.
تم إنشاء تسمية المنشأ لجبن إيديازابال في عام 1987 وهي تحدد اللوائح الأساسية لتصنيع المنتج. عادة، يتم استخدام الحليب غير المبستر من سلالة أغنام لاتكسا، على الرغم من أنه في بعض الحالات يسمح الـ D.O. باستخدام الحليب من سلالة كارانزانا، من إنكارتاسيونس في بيسكاي.  الجبن المنتج في المدن التالية وفقًا لجميع لوائح D.O.، وبالتالي فهو محمي أيضًا بواسطة Idiazabal D.O.: أوربيا وإنتزيا وجوربيا وأوردونيا وأورباسا وأرالار. في الآونة الأخيرة، بدأ بعض مزارعي إقليم الباسك في استخدام أغنام العساف الهجين، والتي يرى البعض أنها لا تلبي تسمية المنشأ للجبن. 

## عملية الإنتاج
إيديازابال هو جبن معتق من شبه معالج إلى معالج، مصنوع حصريًا من حليب الأغنام الكامل غير المبستر. يتم إنتاجه عن طريق التخثر الأنزيمي القوي. يمكن أن يكون المعجون المضغوط غير مطبوخ أو نصف مطبوخ. يمكن في النهاية تدخينه خارجيًا.
يجب أن يكون الحليب المستخدم لإنتاج جبن إيديازابال غير مبستر بالكامل، مع نسبة دهون لا تقل عن 6%. يتخثر الحليب عند درجة حرارة 25 إلى 35 °م (77 إلى 95 °ف)، مع إضافة خثارة لحم الضأن الطبيعية، مما ينتج عنه تخثر متماسك بعد 30 إلى 45 دقيقة.
يتم تقطيع الخثارة للحصول على حبيبات بحجم الأرز، ثم يتم إعادة تسخينها إلى درجة حرارة 34 إلى 38 °م (93 إلى 100 °ف). وفي حالة التخثر عند درجات حرارة أعلى، يمكن أن تصل درجة حرارة إعادة التسخين 40 إلى 45 °م (104 إلى 113 °ف).
يجفف الخليط المُعاد تسخينه والمنكمش ويوضع في قوالب حيث قد يتم تتبيله أو عدم تتبيله قبل الضغط. يتم تمليح الجبن عن طريق فرك القشرة بالملح الجاف أو غمر الجبن في ماء مملح للغاية لمدة 24 ساعة. أخيرًا يتم تعتيق الجبن في مكان بارد ورطب مع تجنب العفن لمدة شهرين على الأقل.
يتم التدخين الاختياري في نهاية عملية التعتيق، باستخدام أخشاب شجرة الزان أو شجرة البتولا أو شجرة الكرز أو الصنوبر الأبيض. تعتمد شدة الصفات المدخنة على نوع الخشب ومدة التدخين. عادة ما تكون الجبن أسطوانية الشكل، على الرغم من أنها في بعض الأحيان تكون مخروطية أو مثمنة الشكل. قد يتم نقش قشور الجبن الحرفية برسومات أو رموز مميزة لثقافة الباسك. القشرة مغلقة ومدخنة وشمعية وخالية من العفن. الجبن غير المدخن له لون أصفر بيج، في حين أن الجبن المدخن بني.

## القوام واللون
الجزء الداخلي مضغوط، بدون جيوب هوائية أو به فتحات بحجم رأس الدبوس فقط، ولونه بيج أو أصفر باهت. الجزء الداخلي من الجبن المدخن له حدود بنية. الطعم قوي وواضح، حمضي قليلاً ولاذع، زبداني ومتماسك، مع نكهة حليب الأغنام المميزة. النسخة المدخنة أكثر جفافًا وأقوى إلى حد ما، ولها رائحة لطيفة. ويتراوح حجم كل جبنة من الصغيرة إلى المتوسطة، بأوزان تتراوح بين 0.9 و 1.8 كـغ (2 و 4 رطل).

## معرض الصور

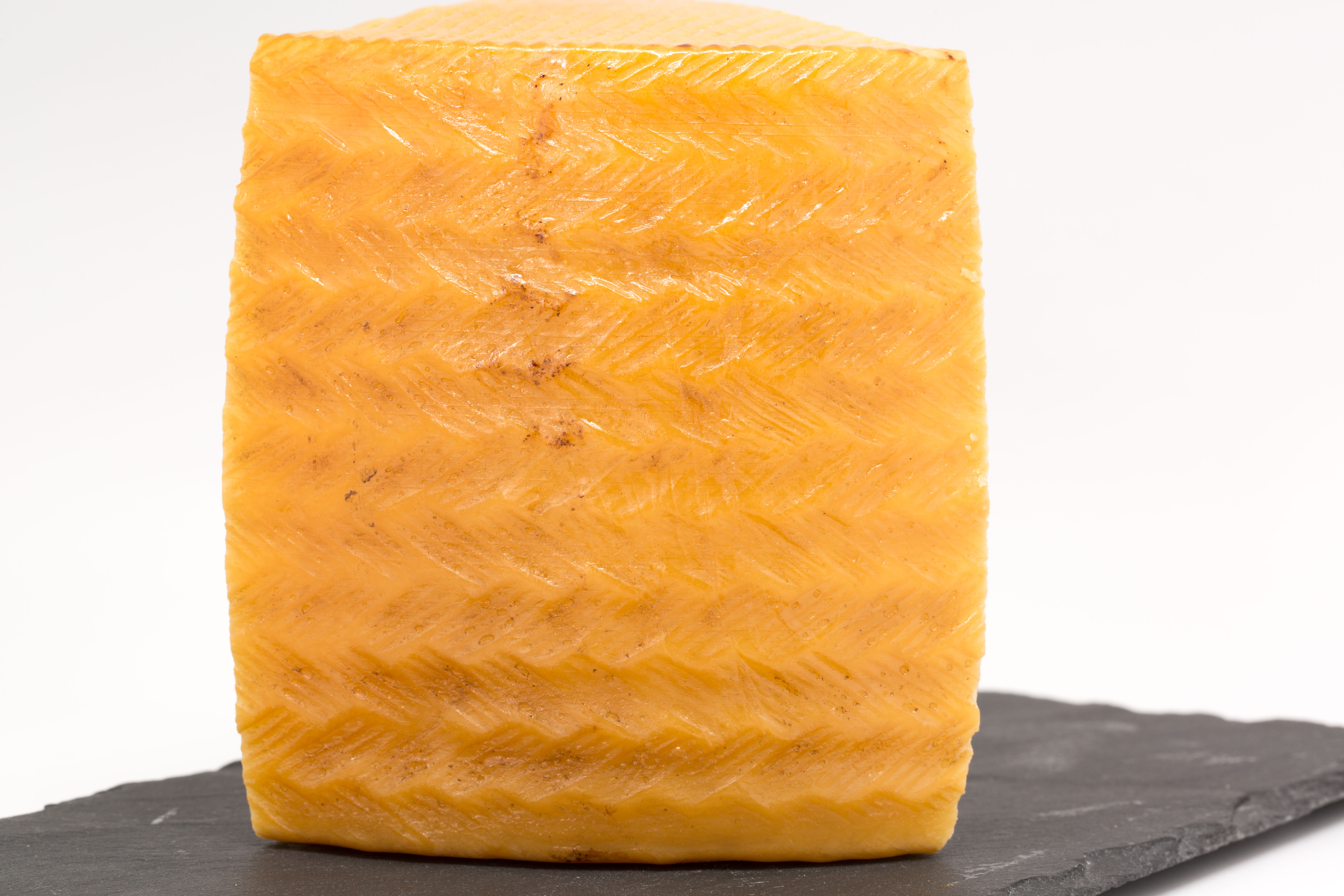
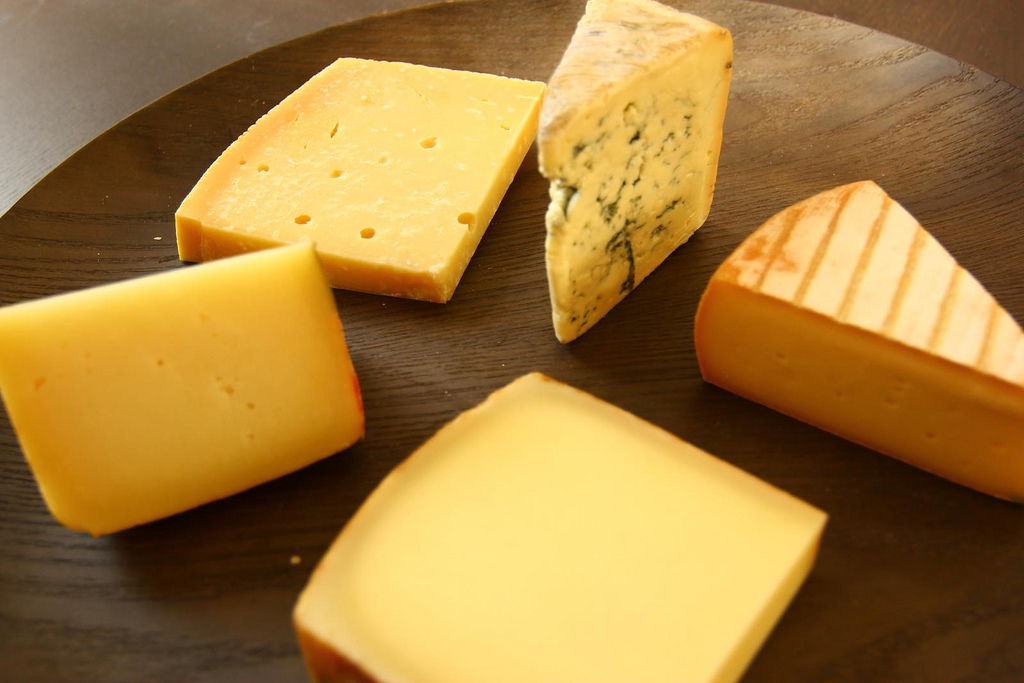
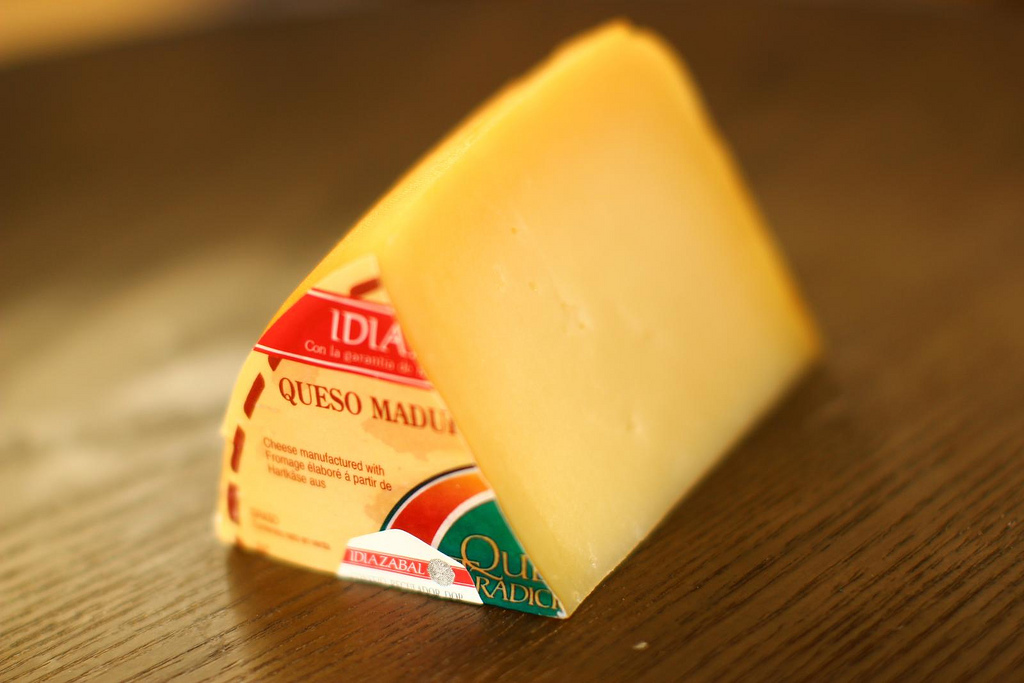
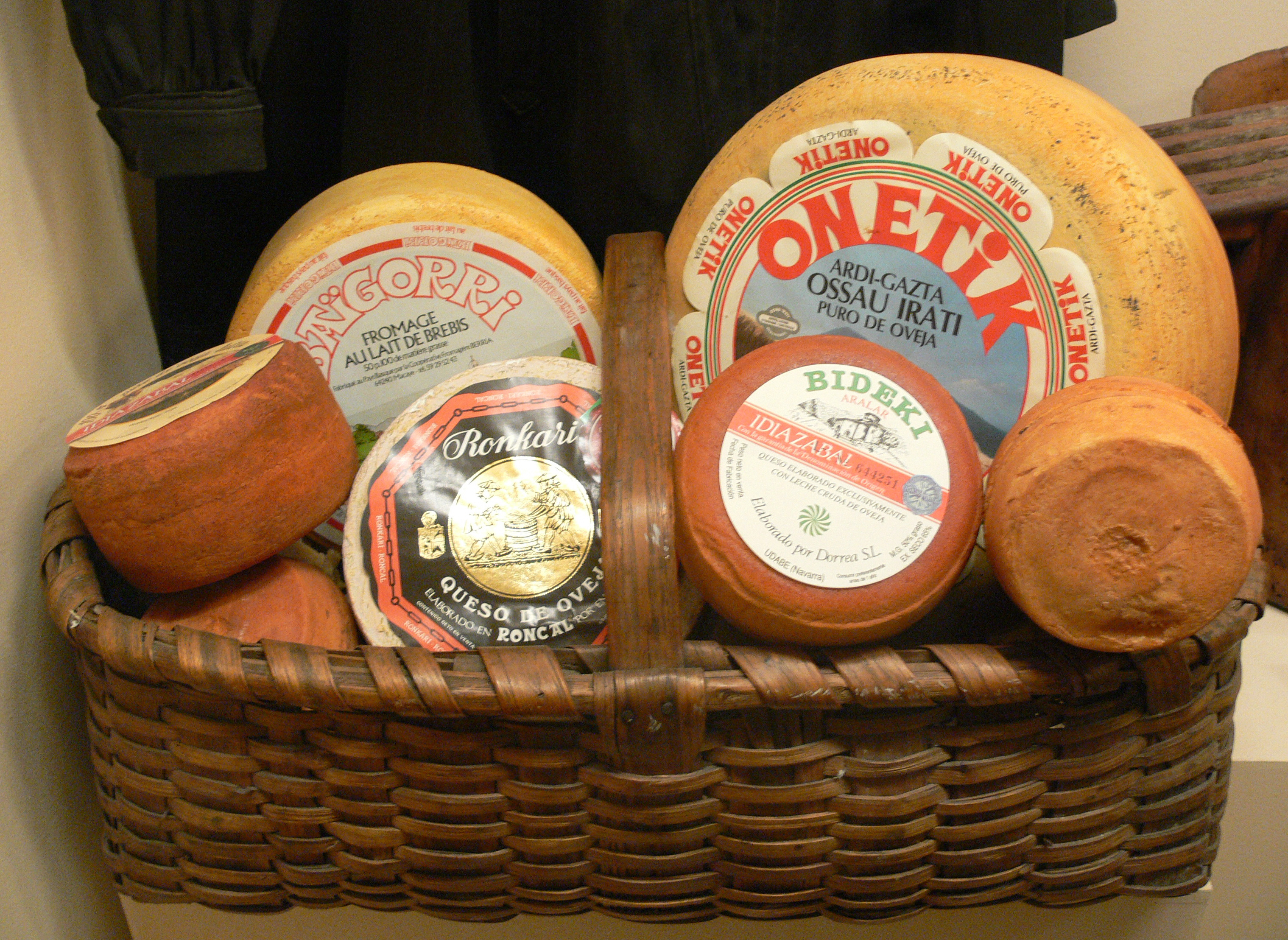
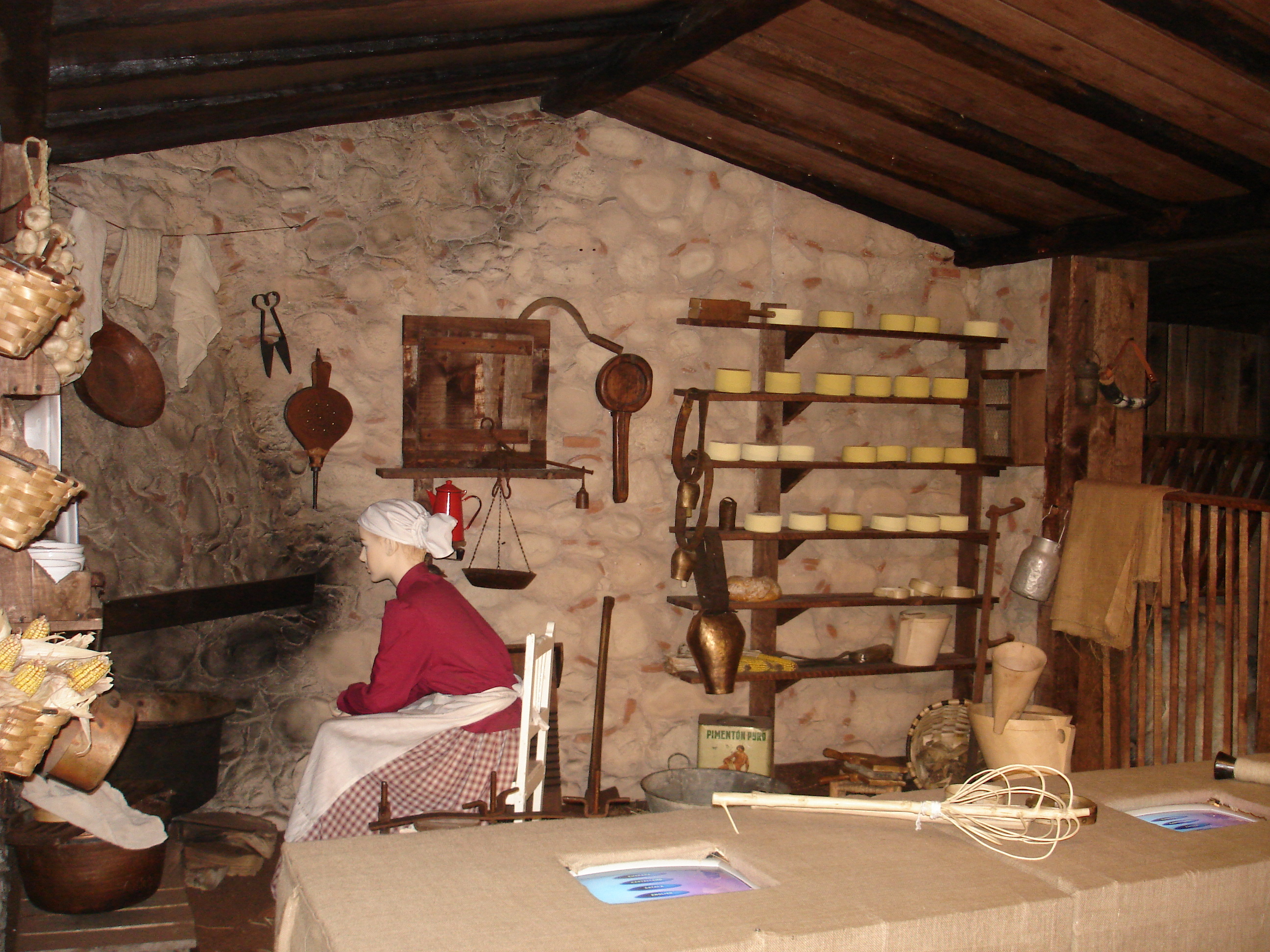
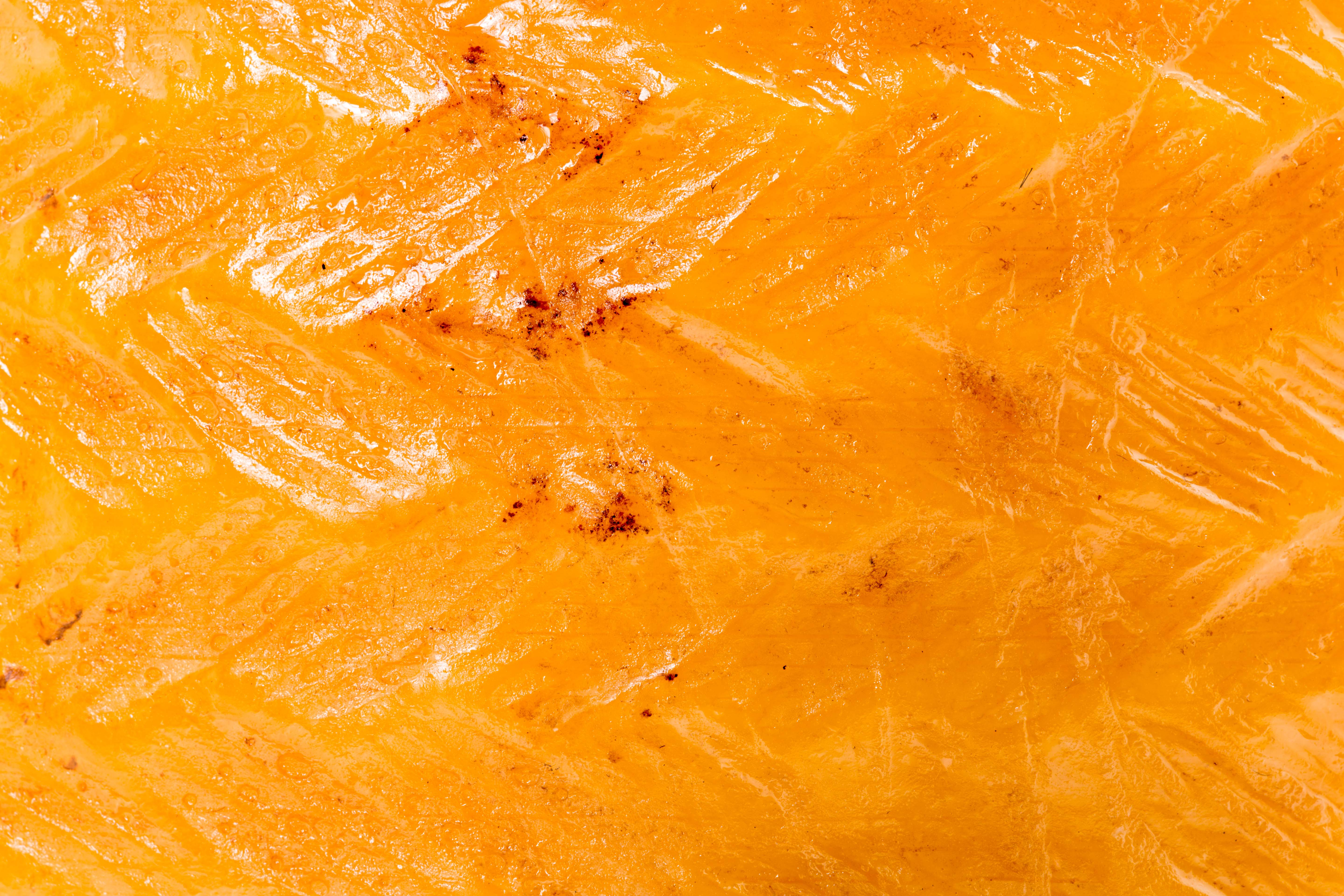
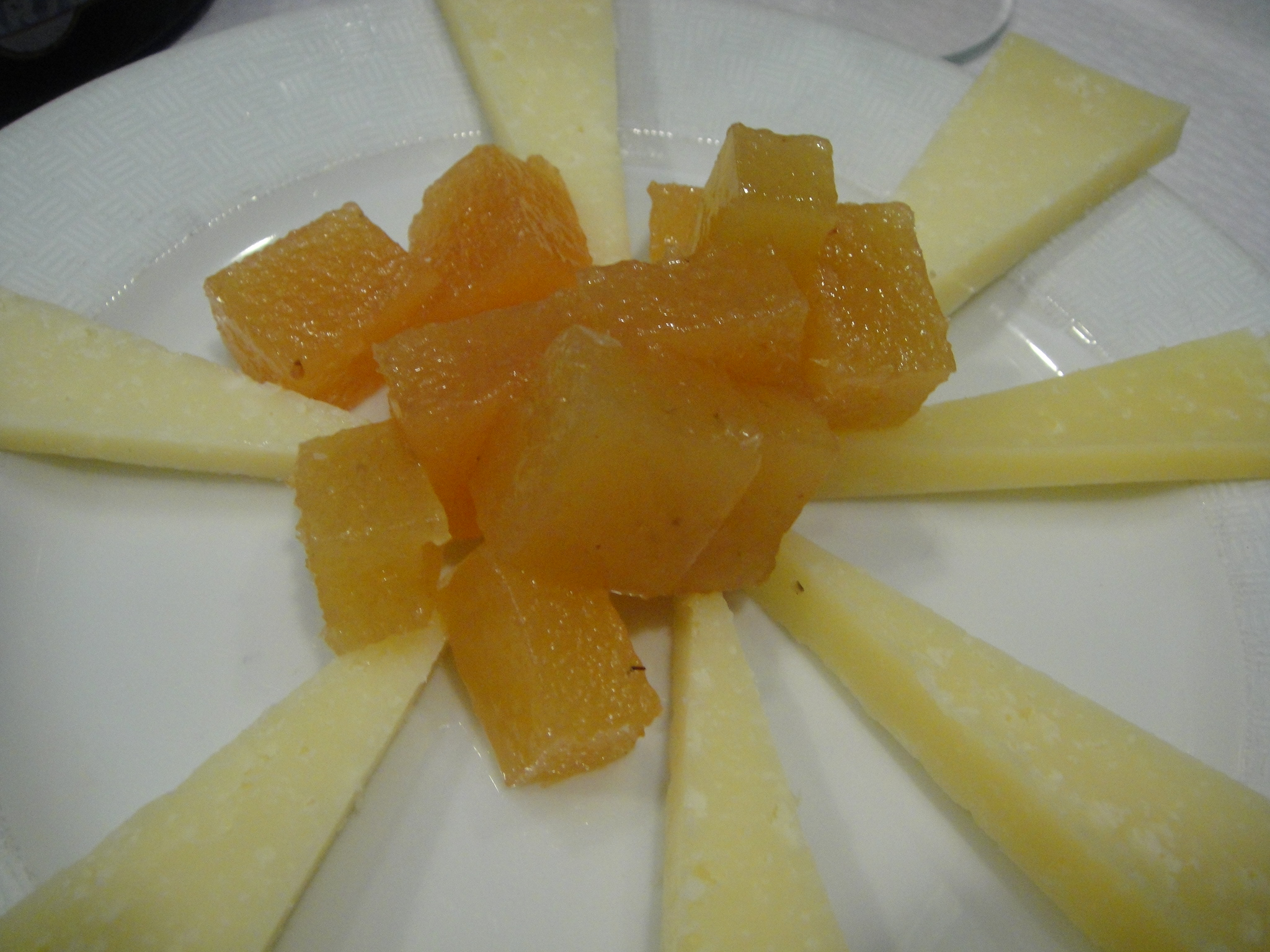
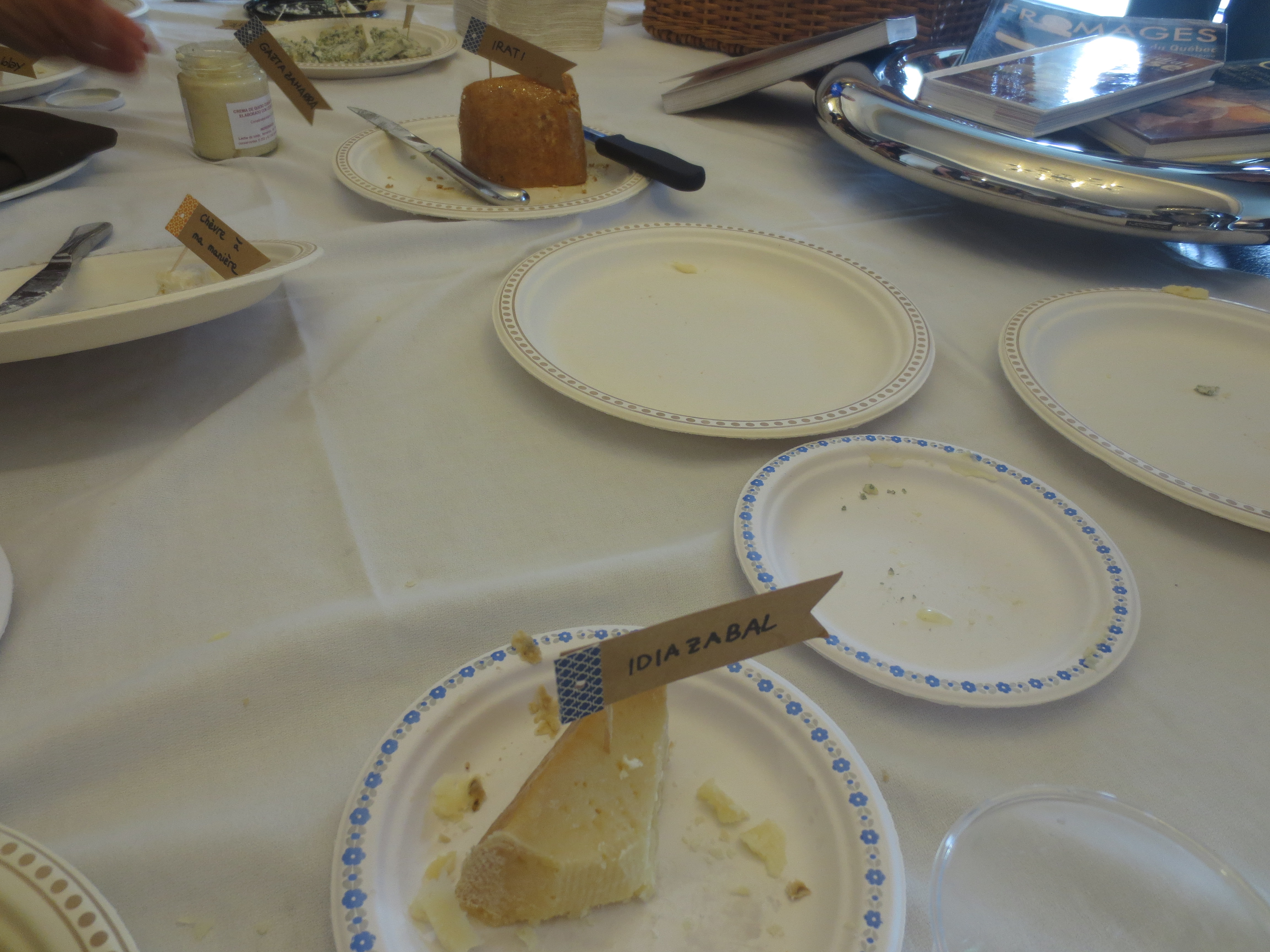
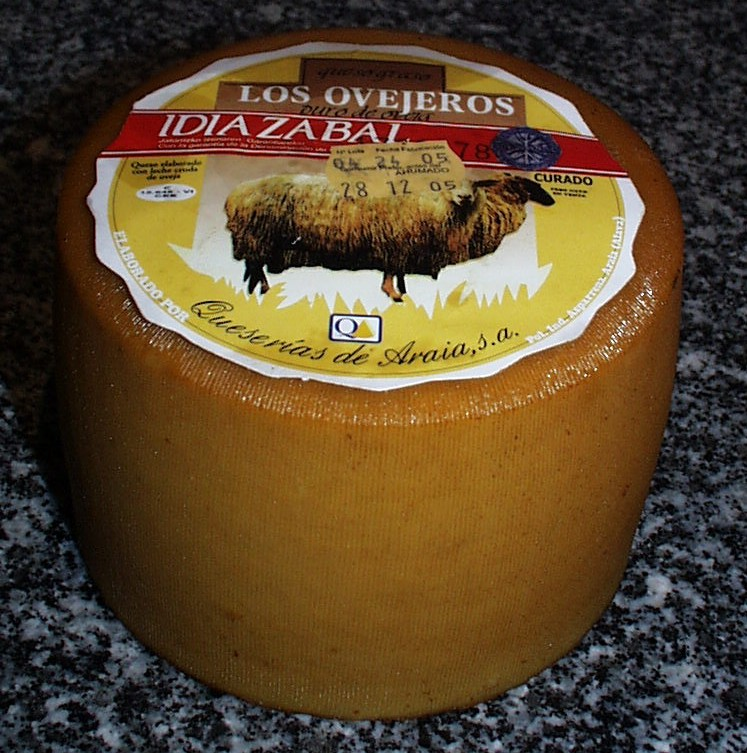
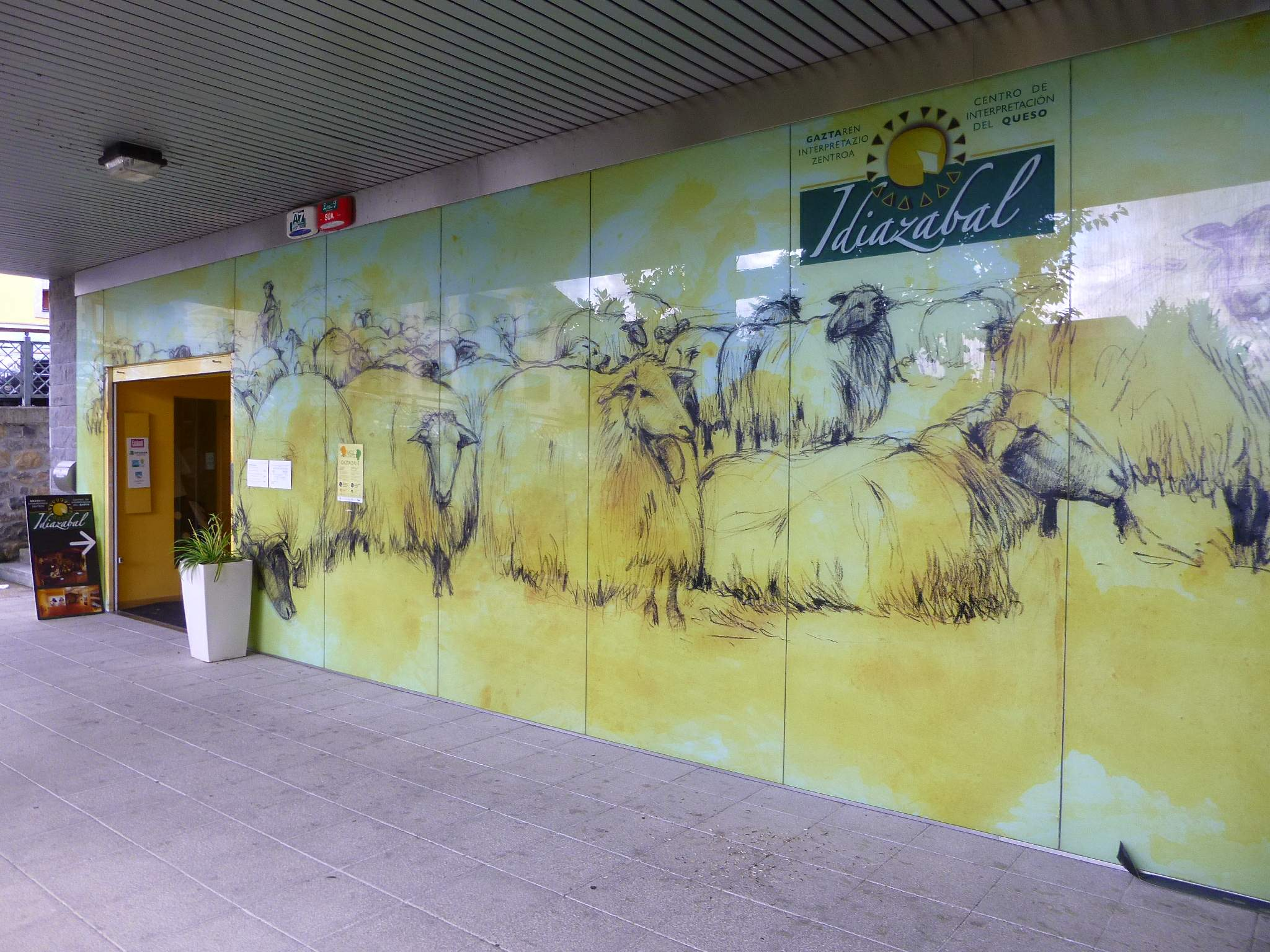

## روابط خارجية
- أوساو إيراتي
- جبنة إيديزابال
- إيديازبال